# Fortificações portuguesas no rio Zambeze
As fortificações portuguesas no rio Zambeze localizavam-se no baixo curso do rio Zambeze, na costa oriental da África, em Moçambique. Foram erguidas desde o início da colonização pelas forças portuguesas para apoio à penetração comercial e militar no Império Monomotapa que, em meados do século XVI, já estava bastante avançada.
De acordo com os cartógrafos Pedro Barreto de Resende, António Bocarro e outras fontes coevas, as principais fortificações erguidas nessa região foram as de Sena (1531), Tete e Manica, embora houvesse fortificações menores em Cuama e outros locais de menor expressão.